# Janus Pannonius Költészeti Nagydíj

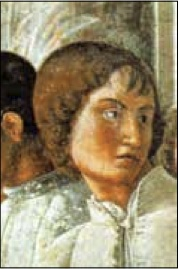
Feltételezett Janus Pannonius-képmás. Mantegna freskórészlete, 1457. (Padova, Chiesa degli Eremitani, Cappella Ovetari)

A Magyar PEN Club által 2012-ben alapított nemzetközi díj, mellyel azokat a költői teljesítményeket, illetve költőket ismerik el, akik – az írószervezet magyar tagozata elnökének, Szőcs Gézának szavait idézve – az „emberi műveltség évezredei alatt felhalmozott szellemi és lelki vagyon, a nagy értékvonulatok igazi örökösei”, valamint azokat a művészeket, „akik legtöbbet tették a korszerű, a világ mai állapotával összhangban levő kulturális tudatformák megjelenítéséért és gazdagításáért, bekapcsolódva műveikkel hagyomány és megújulás örök dinamikájába”. A jelentős nemzetközi költészeti díj alapítását Szőcs Géza a 78. Nemzetközi PEN Kongresszuson, Dél-Koreában jelentette be.
A Nagydíj az első ismert magyar költő, a latinul, azaz a korszak művelt nyelvén alkotó Janus Pannonius (1434–1472) nevét viseli. A díj elnyerését igazoló hivatalos dokumentum egy egyedi tervezésű, kézzel készített, kecskebőr bevonatú diploma, egy Zsolnay-porcelánból készült trófea, valamint 50.000 euró pénzjutalom. Emellett minden évben két Műfordítói-díjat, illetve alkalmanként Műfordítói Életmű-díjat is kiosztanak, fejenként 3.000 euró értékben, illetve egy Filius Ursae-díjat, amellyel a sztereotípiákkal szembeforduló, nonkonformista, lázadó hangú költői teljesítményeket honorálják. A kiemelkedő műfordítói munkáért járó díjak egyike a magyarról más nyelvre, másika pedig az idegen nyelvekről magyarra történő fordítói teljesítményt jutalmazza. „A Magyar PEN Club Janus Pannonius Költészeti Díját […] olykor költészeti Nobel-díjnak is nevezik” – jegyezte meg a The New York Times újságírója, 2014 augusztusában (The New York Times, 2014. aug. 21.).

## Ars poetica
„A Lant csillagkép, bizonyára ez fogadja majd be mindannyiukat, a nagy eposzok szerzőitől kezdve ezekig a Janus Pannonius díjjal kitüntetett költőkig. Ők a Mindenség nagykövetei, ők alkotják ott fenn és itt lenn, tegnap és holnap, vagyis örökösen s talán még azon túl is, a Halhatatlan Poéták Társaságát.” (Szőcs Géza, a Magyar PEN Club elnöke)

## Történet
A Janus Pannonius Költészeti Nagydíjat 2012-ben alapította a Magyar PEN Club. A rangos elismerést minden évben Pécsett, a katedrális mögötti Várfal sétány szomszédságában, illetve az ország legrégebbi egyetemének romjai közelében található Janus Pannonius Múzeumban adják át a zsűri által megválasztott költőnek, 50.000 euró értékben. A díj magántámogatók adományaiból gyűlik össze: az adományozók 50 eurót meghaladó támogatás esetén bronz, 500 eurót meghaladó támogatás esetén ezüstözött, 5.000 eurót meghaladó támogatás esetén pedig aranyozott támogatói emlékérmet kapnak.
Az ünnepségsorozat a névadó költő születésnapjához (augusztus 29.) közel eső szeptemberi hétvégén kezdődik, Janus Pannonius sírjának megkoszorúzásával. A díjazottak, a jelöltek, a zsűri tagjai, valamint a meghívott vendégek és az érdeklődők előbb Pécsett, majd Budapesten vesznek részt a reprezentatív programsorozaton.

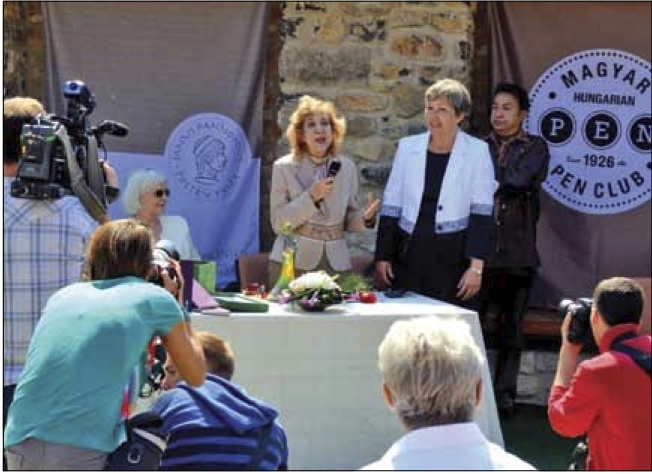
Simin Behbahani magyar nyelvű kötetének bemutatóján (2013)

A 2012. évi Nagydíjat a zsűri egyhangú döntéssel a San Franciscóban élő Lawrence Ferlinghettinek ítélte oda. A költő arról tájékoztatta a zsűrit, hogy örömmel elfogadja a kitüntetést. Később azonban úgy döntött, hogy nem veszi át, mivel a díjalap egy részét a magyar kormányzat pénzbeli támogatása képezi. Ferlinghetti úgy érvelt: függetlenségéhez való ragaszkodása nem teszi lehetővé, hogy a díjat átvegye.
A Magyar PEN Club örömmel fogadta, hogy Ferlinghetti igent mondott a Janus Pannonius Költészeti Nagydíjra, és sajnálattal vette tudomásul, hogy végül megmásította döntését. Az Alapítvány ettől kezdve, az esetleges hasonló aggályok elkerülésére, a díj anyagi fedezetét magántőke bevonásával törekszik biztosítani.
2012-ben a magyar költők más nyelvre fordításának díját Itamár Jáoz-Keszt Izraelben élő költő kapta, 20. századi magyar lírikusok újhéber nyelvű tolmácsolásáért. (Miután a díjátadó ceremónián nem tudott személyesen részt venni, Ilan Mor, Izrael állam magyarországi nagykövete képviselte.) Más nemzetek költészetének magyarra való átültetéséért Jávorszky Béla részesült műfordítói díjban, skandináviai lírikusok műveinek fordításáért.
A 2013-as Nagydíjat Simin Behbahani iráni költőnő érdemelte ki, míg a műfordítói díjakat Márton László és a balatonfüredi Fordítóházat vezető Rácz Péter kapta. A gálaműsor keretében Mahsa Vahdat adott elő perzsa dalokat, Behbahani magyar nyelvű kötetének bemutatóján pedig Földes László Hobó és Jordán Tamás olvastak föl verseket. Az Alibaba együttes és a Voi Singers közös koncertjét követően – ahol perzsa és magyar megzenésített költemények hangzottak el – Bozsik Yvette társulata lépett föl, Janus Pannonius Mars istenhez című versére komponált koreográfiájával. Bogányi Gergely zongoraművész hangversenyén Liszt- és Chopin-darabokat hallhatott a közönség.
2014-ben a kortárs világlíra Párizsban élő két klasszikusa, Yves Bonnefoy és Ali Esber (Adonis) érdemelte ki a Nagydíj jelentette elismerést. A francia művészt Sepsi Enikő, a Károli Gáspár Tudományegyetem dékánja méltatta, míg a Szíriában született párizsi költőről Tüske László arabista-orientalista, az Országos Széchényi Könyvtár főigazgatója mondott laudációt. A két laudáló jelentős szerepet vállalt a díjazott szerzők költeményeiből készült magyar kötetek elkészítésénél is: ők válogatták a verseket, illetve koordinálták a fordítók munkáját. Az impozáns programokat ezúttal szabadtéri balettelőadás is színesítette.
A díjátadót követő estnek – a korábbi évekhez hasonlóan – a pécsi Palatinus Szálló adott otthont, ahol a szervezők és a vendégek közösen idézték föl az akkor nemrég elhunyt Simin Behbahani, 2013-as Nagydíjas perzsa költő emlékét. Ezt követte Kelemen Barnabás Kossuth- és Liszt Ferenc-díjas, Kokas Katalin Liszt Ferenc-díjas hegedűművészek, valamint Érdi Tamás Prima Primissima-díjas zongoraművész koncertje.
A másnapi irodalmi matinén – melyet Isabelle Farçat, a budapesti Francia Intézet igazgató-helyettese nyitott meg – a két nagydíjas magyar nyelvű köteteit mutatták be. A verseket Földes László Hobo tolmácsolta, Mózes Tamara dzsessz-zongorista és énekesnő pedig a Budapestről Párizsba szakadt és ott világhírűvé lett Kozma József (Joseph Cosma) sanzonjait adta elő, melyeket a művész Jacques Prévert verseire írt. A találkozót Orbán János Dénes József Attila- és Babérkoszorú-díjas költő zenével, beszélgetéssel és borozással egybekötött könyvbemutatója zárta. A költő, a ringyó és a király című munka a Magyar PEN Club felkérésére született, és Janus Pannonius-átköltéseket tartalmaz.
A két párizsi költő tiszteletére a programsorozat utolsó napján az Abigail Galériában nyílt kiállítás mintegy harminc Franciaországban élő (ott tanult vagy ott alkotó) magyar képzőművész képeiből. A tárlatot Bogyay Katalin magyar UNESCO nagykövet nyitotta meg. Zárásként a budai Vár alatti Kapucinus utcában rendeztek irodalmi estet, ahol Adonis műveit ismét Hobo tolmácsolta, ám ezúttal franciául is elhangzottak a szövegek, Gérard Depardieu előadásában. A két Nagydíj mellett 2014-ben Csehy Zoltán kapta a magyarra történő fordításokért járó díjat, illetve első alkalommal műfordítói különdíjat is kiadott a Kuratórium: a 80 éves, magyarra, angolra, lengyelre, illetve angolból és lengyelből egyaránt fordító Gömöri György érdemelte ki az elismerést.
A 2015-ös ünnepség annyiban volt rendhagyó, hogy előbb a Milánói Világkiállítás keretében, a Magyar Pavilonban tartottak kétnyelvű felolvasást a díjazottak: Charles Bernstein és Giuseppe Conte. A pécsi díjátadáson Bernstein amerikai költőt Bollobás Enikő méltatta, Contét pedig Tomaso Kemény. Az irodalmi estet Budapesten az Országos Széchényi Könyvtárban tartották meg, amelyen Banda Ádám hegedűművész is fellépett. A Műfordítói Életmű-díjat Makkai Ádám, míg a Műfordítói-díjat Wilhelm Droste vehette át.
A 2016-os gálát Saba Kidane, Párizsban élő eritreai költő és színésznő előadóestje tette még színesebbé. Karolina Cicha világzene-előadó az az évi nagydíjas, Adam Zagajewski krakkói költő verseit énekelte. Az esten két magyar operaénekes is színpadra lépett, Molnár Levente és Kele Brigitta, a Petőfi Irodalmi Múzeumban. A műfordítóknak járó elismerést 2016-ban Kodolányi Gyula kapta angolról magyarra való fordításaiért, míg Sohár Pál Életmű-díjat kapott a zsűritől, magyarról angolra történő átültetéseiért. Filius Ursae-díjban Orbán János Dénes részesült.
2017 őszén Augusto de Campos brazíliai költő, esszéíró, zene- és irodalomkritikus, műfordító nyerte el a Nagydíjat, akit Marjorie Perloff amerikai irodalomtörténész, a Stanford Egyetem professzora méltatott. A programsorozat részeként egy Lénárd Sándorral, az egykor Brazíliában tevékeny író-műfordító életével kapcsolatos kiállítást is megtekinthettek az érdeklődök a Petőfi Irodalmi Múzeumban. Finta Sándor brazíliai magyar szobrászművész tárlatának megnyitása (az Országos Széchényi Könyvtárban) ugyancsak a díjkiosztó ünnepség kísérőrendezvénye volt. A díjátadásra a pécsi Janus Pannonius Múzeumban került sor, a Csontváry-gyűjtemény előcsarnokában. Campos koszorút helyezett el hajdani barátjának és alkotótársának, a Pécsett született Fejér Kázmér képzőművésznek a szülőházán. Ő nyitotta meg Fejér Kázmér kiállítását is a Victor Vasarely Múzeumban, később pedig a budapesti Uránia Nemzeti Filmszínházban. Itt Bogányi Gergely és tanítványa, Boros Misi játszottak zongoradarabokat, majd Nancy Perloff, a kaliforniai Getty Kutatóintézet művészettörténésze tartott előadást, melyet Ladik Katalin Campos-performansza követett.
A nagydíjas szerző és fia, Cid Campos közös performanszát nyilvános fogadással egybekötött könyvbemutató követte, amelyen a szerző dedikálta első magyar nyelven megjelent kötetét. Ugyanekkor nyílt meg Farkas Tamás (Thomaz Farkas) brazíliai magyar fotóművész tárlata is. A könyvet Campos a szerkesztő, Pál Ferenc mutatta be. Az esemény előtt Várallyay Petra hegedült, zongorázott és énekelt. A műfordítói elismeréseket ezúttal az angolról és olaszról magyar nyelvre fordító Nádasdy Ádám és a magyarról németre fordító Hans-Henning Paetzke érdemelték ki, míg Filius Ursae-díjban Ladik Katalin részesült.

## A díjról

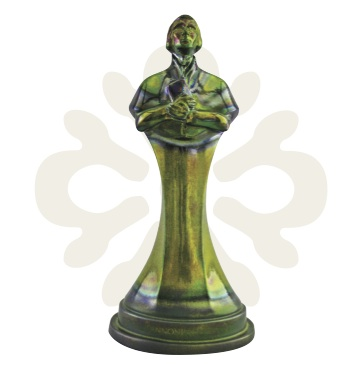
Az eozin technikával készített trófea, Janus Pannonius stilizált mellszobra (Erdei Viktor alkotása)

A díj elnyerését igazoló hivatalos dokumentum egyedi tervezésű, kézzel készített, kecskebőr bevonatú diploma, melynek kötelező elemei: a díjazott neve és az odaítélés éve, a Janus Pannonius Költészeti Nagydíj Alapítvány kuratóriumi elnökének aláírása és a Magyar PEN Club pecsétje. A dokumentum két példányban készül: egyiket a díjazott kapja, a másikat az Alapítvány őrzi. Az oklevél mellett trófea is megilleti a Nagydíj birtokosát: Janus Pannonius stilizált mellszobra 43 cm magas, eozin technikával készült. Erdei Viktor keramikus tervezőművész alkotását a világszerte híres Zsolnay Porcelánmanufaktúra gyártja. A díjazott mindezeken túl névre szóló, a Magyar PEN Club emblémájával ellátott Montegrappa töltőtollat is kap.

## A nemzetközi zsűri tagjai
- Bollobás Enikő (Budapest) irodalomtörténész, műfordító, az Eötvös Loránd Tudományegyetem Amerikanisztika Tanszékének professzora. Több könyvet írt az amerikai és a magyar irodalom, illetve az irodalomelmélet témaköreiben.
- Tomaso Kemény (Milánó) magyar születésű, Olaszországban élő költő, műfordító. Verseit olaszul írja; a mitomodernizmus néven ismert irodalmi irányzat egyik megalapítója és vezetője, Byron és József Attila műveinek olasz fordítója. A Paviai Egyetem angol irodalmi tanszékének emeritus professzora.
- Marjorie Perloff (Los Angeles) számos, modernista és kortárs költészettel és költészettannal foglalkozó könyv szerzője. A bölcsészettudományok Sadie D. Patek emeritus professzora a Stanford Egyetemen. Tagja az Amerikai Művészeti és Tudományos Akadémiának, valamint az Amerikai Filozófiai Társaságnak.
- Szőcs Géza (Budapest) a Magyar PEN Club és a zsűri elnöke. Több mint két tucat vers-, próza- és drámakötetet publikált, számos könyve olasz, kínai, orosz, német, román, lengyel, horvát és svéd fordításban is megjelent. Több jelentős nemzetközi díj kitüntetettje: elnyerte többek között a Giacomo Leopardi Díjat és a bécsi Európa Akadémia Nagydíját.
- Edwin Thumboo (Szingapúr) költő és irodalomtudós, több jelentős költészeti díj kitüntetettje. Az angol irodalom vezető tudósaként az angol nyelvű irodalom professzora a szingapúri NUS egyetemén.
- Dorin Tudoran (Washington, D. C.) román költő, esszéista, újságíró. A Ceauşescu-rendszer ellen fellépő román ellenzék egyik legismertebb személyisége, aki 1985 óta él az Egyesült Államokban.

## Díjazottak

### Költészeti Nagydíj

#### 2013Simin Behbahani(Irán)

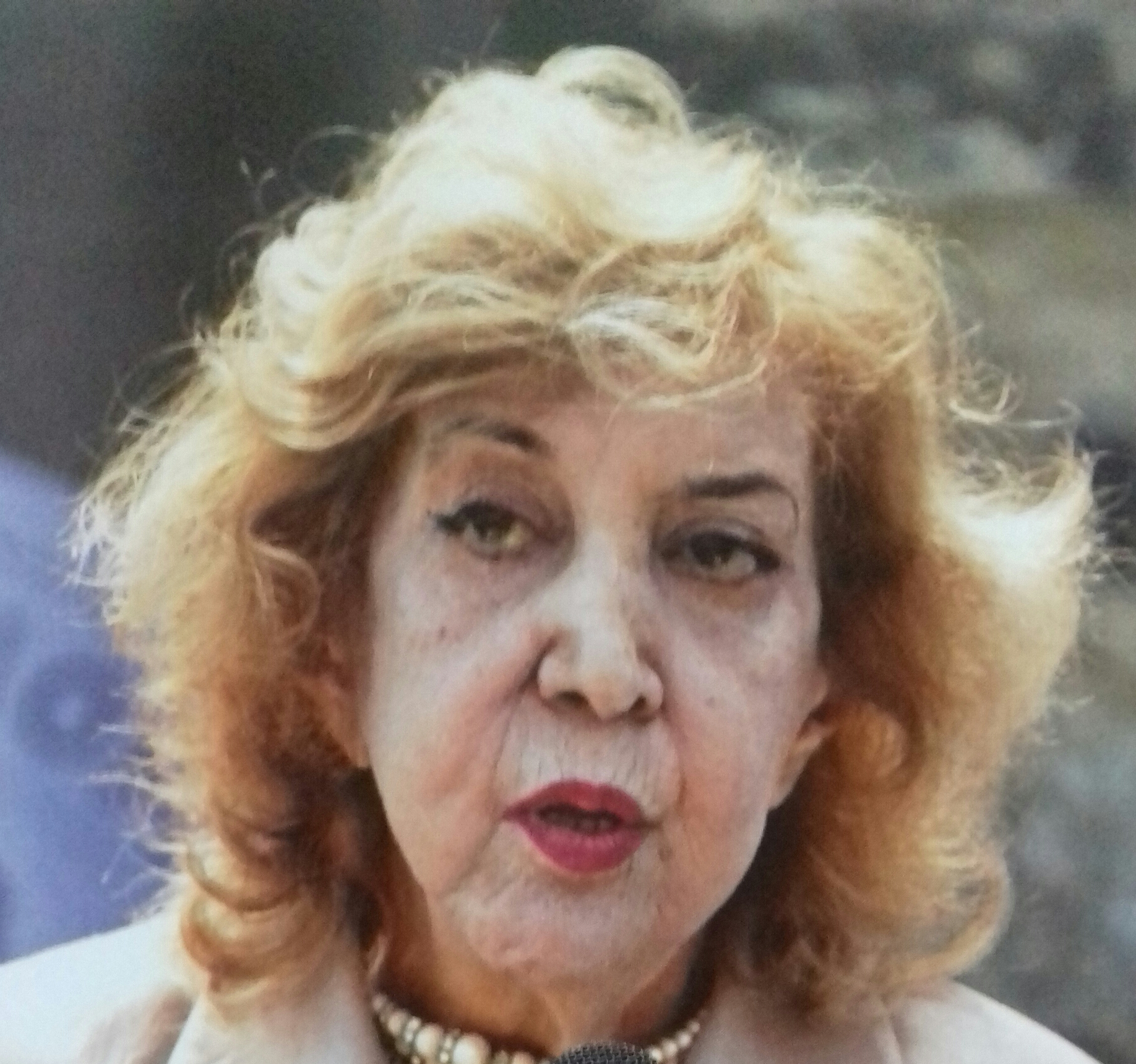
Simin Behbahani

- 1927-ben született Teheránban és 2014-ben hunyt el, egy évvel a Nagydíj átvételét követően; perzsa költő, a kortárs perzsa irodalom meghatározó alakja volt.
- Számos elismerése mellett kétszer jelölték Nobel-díjra.
- Fontosabb kötetei: Sehtar-e Shekasteh (A törött lant, 1951), Ja-ye Pa (Lábnyom, 1954), Chelcheragh (Csillár, 1955), Marmar (Márvány, 1961), Rastakhiz (Újjászületés, 1971), Khattize Sor’atva Atash (A gyorsaság és tűz útja, 1980), Dasht-e Arzheim (Arzheim-síkság, 1983), Kaghazin Jameh (Papírruha, 1992), Yek Daricheh Azadi (A szabadság ablaka, 1995), Összegyűjtött versek (2003), Shayadke Masihast (Talán a Messiás, 2003), A Cup of Sin (Egy csésze bűn [válogatott versek angolul], 1999).
- Első és egyetlen magyar nyelvű kötete 2013-ban, a díjátadó alkalmából jelent meg, Elhagyott szentély címmel, Szőcs Géza és Weiner Sennyey Tibor szerkesztésében.
- Díjai és elismerései: Human Rights Watch Hellman-Hammet Grant (1998), Carl von Ossietzky-medál (1999), Nobel-díj jelölés (1997, 2006), a Norvég Alkotók Szövetségének Szabad Önkifejezéséért Díja (2006).

#### 2014 Ali Esber Adonis (Szíria)

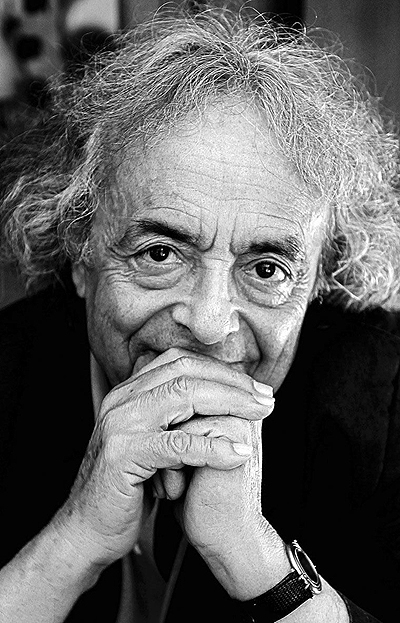
Ali Esber Adonis

- 1930-ban született Szíriában; libanoni költő, 1947-től publikál Adonis néven.
- 1950-ben Bejrútba költözött, ott 1957-ben Yusuf al-Khal közreműködésével létrehozta a Sh’ir (Költészet) című folyóiratot, ahol elsőként közölt arab fordításban nyugati költőket.
- Az 1980-as évektől Adonis több egyetemen tanított, így a Sorbonne-on, a Damaszkuszi Egyetemen és a Libanoni Egyetemen, valamint 1990-től Genfben.
- Közel 20 könyvet írt arabul, melyek legtöbbjét franciául is kiadták. Angol nyelvű válogatott versgyűjteménye (Selected Poems; fordította Khaled Mattawa) 2011-ben elnyerte a Griffin-díjat.
- További díjai és elismerései: Bjørnston-díj (2007), Goethe-díj (2011).
- Magyar nyelven megjelent kötete (Tükör Orfeusznak) a 2014-ben neki ítélt Janus Pannonius Költészeti Nagydíj alkalmából jelent meg, Tüske László szerkesztésében.

#### 2014 Yves Bonnefoy (Franciaország)
- 1923-ban született Tours-ban, s 2016-ban, két évvel a Nagydíj átvételét követően hunyt el; francia költő, irodalmár, művészettörténész.
- Matematikai és filozófiai alapképzést szerzett, majd André Chastel művészettörténeti szemináriumait látogatta az École Pratique des Hautes Études-ön.
- 1953-ban jelent meg első kötete Du mouvement et de l’immobilité de Douve (Douve mozgásáról és mozdulatlanságáról) címen a Mercure de France kiadónál, mely élete végéig műveinek gondozója volt.
- Pályája hat évtizede folyamán költőként, irodalomtudósként és művészettörténészként egyaránt működött. Számos francia, svájci és amerikai egyetem vendégtanára volt, majd 1981-től a Collége de France összehasonlító poétikai tanszékét vezette, ahol elődei többek között Paul Valéry és Roland Barthes voltak. 1993-tól haláláig ennek az intézménynek volt professzor emeritus-a.
- Írásait zsebkönyv (poche) kiadásokban is megjelentették. Magyarul három kötete látott napvilágot: Még egyre az a hang (fordította [[[Timár György (író)|Timár György]], Európa, 1973), Kép és jelenlét: Yves Bonnefoy válogatott írásai (Argumentum, 2007), Másik otthon (szerkesztette Sepsi Enikő, Magyar PEN Club, 2014).

#### 2015 Charles Bernstein (USA)
- 1950-ben született New Yorkban; amerikai költő, esszéista, szerkesztő és irodalomtudós.
- A Harvardon tanult, majd tanított a Columbia, Buffalo, Princeton és Pennsylvania Egyetemeken.
- Az egyik legismertebb tagja a Language-költők néven ismert radikális avantgárd költői csoportosulásnak.
- 2006-ban tagja lett az Amerikai Művészeti és Tudományos Akadémiának.
- 2010-ben jelent meg gyűjteményes kötete All the Whiskey in Heaven címen; válogatott esszéit (Attack of the Difficult Poems: Essays and Inventions) 2011-ben adták ki.
- Language-költőként is hisz a „versformák politikájában”: „a formát – akár a szavakat – sohasem választhatjuk külön a jelentésektől, amelyek egy soha be nem fejezett társadalmi és történelmi folyamatban jönnek létre. […] Amikor a vers belép a világba, egyúttal egy ideológiai és történelmi értelemben vett politikai térbe lép.”
- Magyar nyelven megjelent kötete (Beomlott mondatok) a 2015-ben neki ítélt Janus Pannonius Költészeti Nagydíj alkalmából jelent meg, Bollobás Enikő szerkesztésében.

#### 2015 Giuseppe Conte (Olaszország)

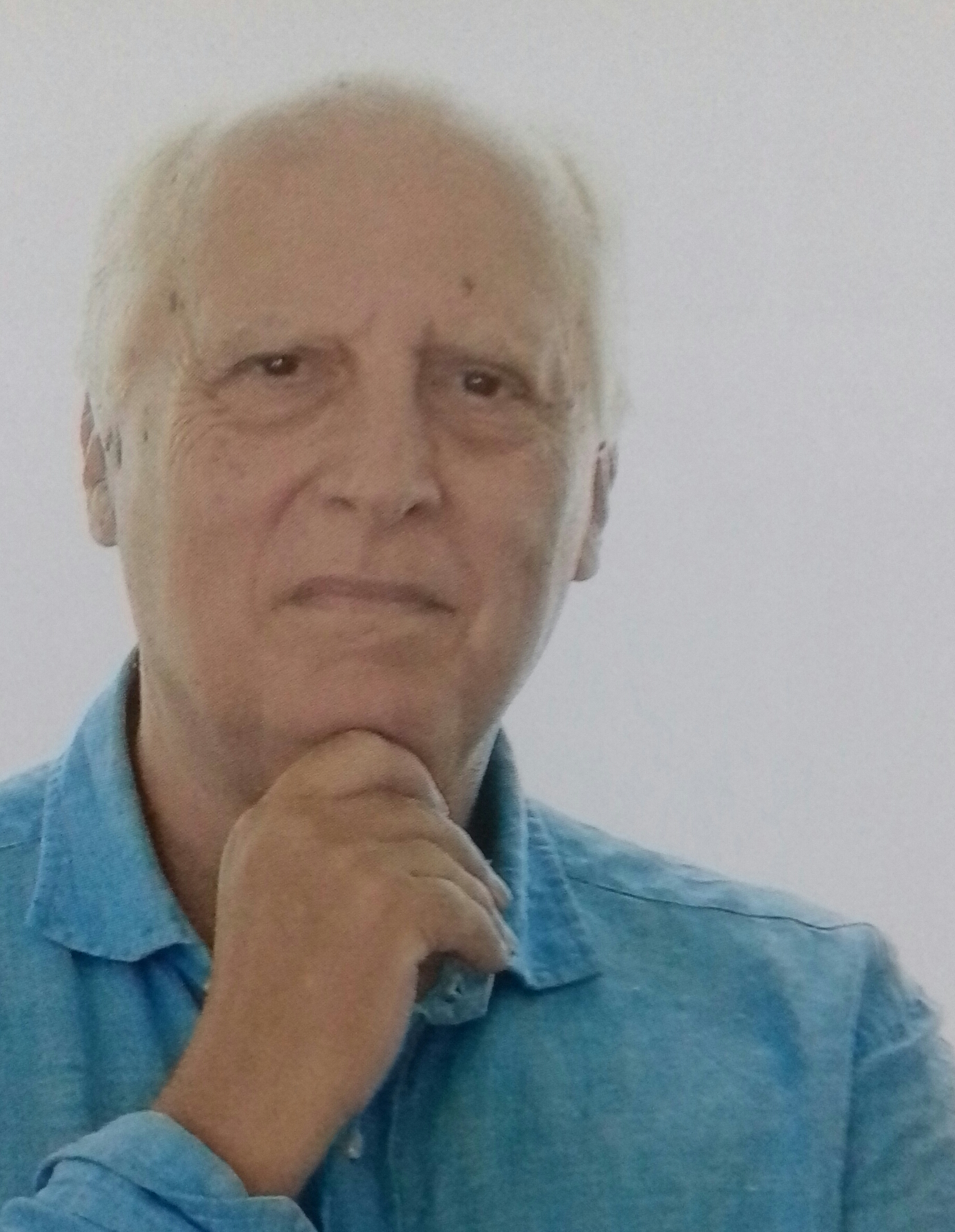
Giuseppe Conte

- 1945-ben született Imperiában; költő, regény- és színműíró, kritikus, irodalomtörténész és műfordító.
- A Milánói Egyetemen (Universitá statale di Milano) irodalmat tanult, 1968-ban kapta meg diplomáját.
- Conte a Guanda Kiadó költészeti szerkesztője lett, az olasz televízió számára sikeres költészeti műsorokat készített és vezetett.
- Költeményei a mitológia és a természet témakörét ölelik fel, mint a Montale-díjjal jutalmazott La Stagione (Évszakok, 1988) című könyve, illetve Ferite e rifioriture (Sebek és újravirágzások, 2006) című munkája, amelyért Viareggio-díjjal is kitüntették.
- Költészete túlmutat a kortárs minimalizmuson, műveit az ősi civilizációk mágikus, kozmikus ereje hatja át. Regényei közül az Il Terzo Ufficiale (A harmadik tiszt, 2002) című könyvét Hemingway-díjjal jutalmazták.
- Blake, Shelley, Whitman és D. H. Lawrence műveit fordította olasz nyelvre, melyek a La lirica d’Occidente (A nyugati líra) és a La poesia del mondo (A világ költészete) című nagyszabású antológiáiban jelentek meg.
- Magyar nyelven megjelent kötete (Visszatérések tengerárja) a 2015-ben neki ítélt Janus Pannonius Költészeti Nagydíj alkalmából látott napvilágot, Szkárosi Endre fordításában.

#### 2016 Adam Zagajewski (Lengyelország)
- 1945-ben született Lembergben; a kortárs lengyel, illetve nemzetközi irodalmi élet meghatározó alakja.
- Gyermekkorát Gliwicében, egyetemi éveit Krakkóban töltötte. 1982-ben Párizsba emigrált, majd 2001-ben költözött vissza Krakkóba, ahol jelenleg is él.
- Rangos kitüntetések birtokosa, többször jelölték Nobel-díjra.
- Verseinek első magyar nyelvű válogatása Bármi is történt címmel 2004-ben látott napvilágot, Zsille Gábor fordításában. A veled hallgatott zene című kötete pedig a 2016-ban neki ítélt Janus Pannonius Költészeti Nagydíj alkalmából jelent meg.
- Lírájában kiemelt szerepet kapnak az utazások és a zene. A költészetében bebarangolt birodalom Párizstól az itáliai városokon és Görögországon keresztül egészen Houstonig és Chicagóig terjed; zenei világa egyaránt magába foglalja a gregorián kórusokat, Mozart és Schubert műveit, valamint a jazz legkiválóbb előadóit.

#### 2017 Augusto de Campos (Brazília)
- 1931-ben született São Paulóban; költő, esszéíró, zene és irodalomkritikus, műfordító. Fivérével, az ugyancsak költő Haroldo de Camposszal és Décio Pignatarival 1952-ben hozta létre a Noigandres-csoportot, és alapította meg az azonos című folyóiratot, mely címében Arnaut Daniel provanszál költő máig megfejthetetlen jelentésű szavát idézi, amivel emblematikusan utal a konkrét költészet lényegére, mely a formát a jelentés elé helyezi.
- A Noigandres 1955-ben megjelenő második számában adta közre Poetamenos című versciklusát, mely az első tudatos lépés a konkrét költészet felé; a következő évben két, fent említett társával együtt hivatalosan is bejelentették irányzatuk létrejöttét, melynek lényege a költői én és az egyéni érzelmeket tolmácsoló költészet felszámolása, és egy, a költői alkotás formai elemeire hangsúlyt fektető, grafikus, képi és hanghatásokkal dolgozó művészet létrehozása.
- 1956-ban aktív szerepet kapott a São Paulóban megrendezett „Konkrét Művészet Első Hazai Kiállításának” megszervezésében, majd az azt követő években költőtársaival együtt számtalan hazai és külföldi nyilvános megmozduláson, kiállításon és költői antológiákban népszerűsítette az új irányvonalat.
- A konkrét költészet mellett Augusto de Campos egyéb, hasonló tőről fakadó költői formákkal is kísérletezett: így hozta létre újságkivágások egymás mellé illesztésével „Popcretos”-ait, 1974-ben pedig Júlio Plazával közösen mutatta be „Poemóbiles” névre keresztelt, mozgatható, háromdimenziós műveit.
- Munkássága legjavát a Viva Vaia (1979), a Despoesia (1994) és a Nao (2003) című köteteiben publikálta. 2003-ban Nao poemas című könyvéért megkapta a brazil Nemzeti Könyvtár Alapítványának elismerését, az „Év könyve” díjat.

### Műfordítói- és Műfordítói Életmű-díj
- 2012 Jávorszky Béla / Itamár Jáoz-Keszt
- 2013 A balatonfüredi Fordítóház, Rácz Péter / Márton László
- 2014 Gömöri György / Csehy Zoltán
- 2015 Wilhelm Droste / Makkai Ádám
- 2016 Kodolányi Gyula / Sohár Pál Ferenc (műfordító)
- 2017 Nádasdy Ádám / Hans-Henning Paetzke
- 2018 Pál Ferenc / Clive Wilmer
- 2019 Paszkal Gilevszki / Vihar Judit

### Filius Ursae-díj
- 2016 Orbán János Dénes
- 2017 Ladik Katalin
- 2018 Sántha Attila
- 2019 Győrei Zsolt

### Khelidón-díj
- 2018 Dezső Kata
- 2019 Bék Timur / Marcsák Gergely

## Jelöltek

### 2012
- Lawrence Ferlinghetti (1919, Yonkers, New York)

### 2013
- Ali Esber Adonis (1930, Szíria)
- Simin Behbahani (1927, Teherán)
- Sir Geoffrey William Hill (1932, Bromsgrove)
- Jevgenyij Jevtusenko (1933, Zim)
- Tadeusz Różewicz (1921, Radomsko)
- Tomaž Šalamun (1941, Zágráb)
- Tomás Venclova (1937, Litvánia)

### 2014
- Ali Esber Adonis (1930, Szíria)
- Charles Bernstein (1950, New York)
- Yves Bonnefoy (1923, Tours)
- Augusto de Campos (1931, São Paulo)
- Knut Ødegård (1945, Molde)
- Justo Jorge Pardón (1943, Las Palmas)
- Tom Raworth (1938, London)
- Cole Swensen (1955, Kentfield)

### 2015
- Charles Bernstein (1950, New York)
- Christian Bök (1966, Toronto)
- Leonard Norman Cohen (1934, Montréal)
- Giuseppe Conte (1945, Imperia)
- Giancarlo Majorino (1928, Milano)
- Tom Raworth (1938, London)
- Yang Lian (1955, Bern)

### 2016
- Caroline Bergvall (1962, Németország)
- Christian Bök (1966, Toronto)
- Augusto de Campos (1931, São Paulo)
- Frank Davey (1940, Vancouver)
- Susan Howe (1937, Boston, Massachusetts)
- Brendan Kennelly (1936, Ballylongford)
- Besik Kharanauli (1939, Tianeti)
- John Kinsella (1963, Perth, Ausztrália)
- Julian Kornhauser (1946, Gliwice)
- Reina María Rodríguez (1952, Havana)
- Eloy Sánchez Rosillo (1948, Murcia)
- Adam Zagajewski (1945, Lemberg)

### 2017
- Caroline Bergvall (1962, Németország)
- Christian Bök (1966, Toronto)
- Augusto de Campos (1931, São Paulo)
- Frank Davey (1940, Vancouver)
- Susan Howe (1937, Boston, Massachusetts)
- Brendan Kennelly (1936, Ballylongford)
- Besik Kharanauli (1939, Tianeti)
- John Kinsella (1963, Perth, Ausztrália)
- Julian Kornhauser (1946, Gliwice)
- Reina María Rodríguez (1952, Havana)
- Eloy Sánchez Rosillo (1948, Murcia)

## A díjazottak köszönetnyilvánításai
„Nagyon boldog vagyok. Minden rossz, amit a sorstól kaptam, ma kiszáll a testemből. És csak az öröm és a boldogság marad bennem, mert ma itt lehetek.” (Simin Behbahani, 2013)
„…ennek a díjnak különleges jelentősége van a költészet szempontjából. Hiszen a költészet az egyik legcsodálatosabb dolog az életben. Olyan, mint a szeretet vagy a szerelem. De akárcsak a szerelem, a költészet is gyakran érdekszférák befolyása alá kerül és folyamatosan veszít szerepéből a társadalomban. Ez a díj nemcsak elismeri a költészetet, de erősíti annak társadalmi szerepét is.” (Ali Esber Adonis, 2014)
„Úgy gondolom, hogy a költészet egyszerűen a világ fontos rendezőelve. Ahhoz, hogy megértsük társadalmunk alapvető problémáit, meg kell fogalmaznunk viszonyunkat a helyhez, az időhöz és a visszafordíthatatlanul múló pillanathoz.” (Yves Bonnefoy, 2014)
„Nagy megtiszteltetés számomra, hogy itt lehetek, és munkám elismeréseként átvehetem ezt a díjat. Váratlanul ért, de ez csak fokozta örömömet.” (Charles Bernstein, 2015)
„Ezzel az eseménnyel és ezzel a díjjal most Magyarország Európa lírai lelke.” (Giuseppe Conte, 2015)
„Eme költészeti díj fontossága abban rejlik, hogy Magyarországról, Európa közepéről, gyakorlatilag geometriai középpontjából eljut Amerikába, Franciaországba, Lengyelországba és Iránba, csodás egyetemességet jelképezve!” (Adam Zagajewski, 2016)

## Vélemények a díjról
„Minden nagy díj egyrészt értéket állít és közvetít, ugyanakkor képes a párbeszédnek a megerősítésére. Amikor a Janus Pannonius Díj kapcsán fölhívjuk a figyelmet a világ legnagyobb költőire… akkor ez a legfontosabb kulturális misszió.” (Bogyay Katalin, UNESCO-nagykövet)
„Miközben ellep minket az információ és a halott képek tömege, a költészet a legtöbb ember életéből hiányzik. A képekkel könnyű hazudni, ehhez képest a vers, mint a költő személyes válasza a környezetre sokkal hitelesebb.” (Gérard Depardieu, francia színművész)
„A Janus Pannonius Díj Adonis és Bonnefoy kitüntetésével belépett a legjelentősebb nemzetközi díjak közé. Az ő nevük többször szerepelt a Nobel-díjra jelöltek között. Mindketten a világ legismertebb költői közé tartoznak.” (Sebastiano Grasso, az Olasz PEN Club elnöke)

## Janus Pannonius szobrának avatója (Padovai Egyetem)
A világ egyik legrégebbi, 1222-ben alapított egyetemén nyolc évszázad alatt számtalan kiválóság tanított és tanult, emléküket azonban nem őrzik szobrok az intézmény területén. Ezért a magyar költészet iránti különösen nagy elismerésnek és hazánk jelentős kultúrdiplomáciai sikerének számít, hogy az egyetem főépületének, a Maldura Palotának kertjében mostantól ott áll az első magyar költőnek, az egykori padovai diáknak, Janus Pannonius-nak a szobra, mely Oláh Arré Éva alkotása.
Az avató ünnepségre 2017 októberében került sor a Maldura Palotában. Az előadók között szerepelt Prof. Rosario Rizzuto, a Padovai Egyetem rektora; Prof.ssa Anna Bettoni, az egyetem bölcsészkarának igazgatója; Prof. Alessandro Paccagnella, a nemzetközi kapcsolatokért felelős rektorhelyettes; Szőcs Géza, a Magyar PEN Club, valamint a Janus Pannonius Díj Alapítvány elnöke; Csorba László történész; Sárközy Péter irodalomtörténész. Az előadásokat követően borkóstoló (hazai borok bemutatkozása), majd a Liviano Palotában hangverseny következett, jeles magyar művészek (Bogányi Gergely, Faragó Béla, Gál Zoltán, Gyöngyösi Levente, Jekl László, Kaczander Orsolya, Kakutani Satoko, Keller András, Környei Zsófia, Kővári Eszter Sára, Németh Judit, Szabó Judit) közreműködésével.

## Kapcsolódó kiadványok
- Adonis: Tükör Orfeusznak. Vál., szerk. Tüske László. Ford. Boros Attila et al. Budapest, 2014, Magyar PEN Club – Pluralica.
- Behbahani, Simin: Elhagyott szentély. Szerk. Szőcs Géza – Weiner Sennyey Tibor. Ford. Balogi Virág et al. Budapest, 2013, Magyar PEN Club – Pluralica.
- Bernstein, Charles: Beomlott mondatok. Szerk. Bollobás Enikő. Budapest, 2015, Magyar PEN Club – Pluralica.
- Bernstein, Charles – Conte, Giuseppe: All the Whiskey in Heaven / All the Wonder of the World. Tutto il whiskey in paradiso / Tutta la meraviglia del mondo. Szerk. Bollobás Enikő – Kemény, Tomaso – Szőcs Géza. Milano, 2015, Casa della Poesia.
- Bonnefoy, Yves: Másik otthon. Vál., szerk. Sepsi Enikő. Ford. Bárdos László et al. Budapest, 2014, Magyar PEN Club – Pluralica.
- Campos, Augusto de: Hangszóképversek. Vál., szerk. Pál Ferenc. Utószó Bollobás Enikő. Budapest, 2017, Magyar PEN Club – Pluralica.
- Conte, Giuseppe: Visszatérések tengerárja. Vál. uő. Szerk. Szkárosi Endre. Ford. Kerber Balázs et al. Budapest, 2015, Magyar PEN Club – Pluralica.
- Jankovits László: Nobilis Ingenio. Janus Pannonius költészete. Szerk. Szőcs Géza. Budapest–Arad, 2012, Magyar PEN Club – Concord Media Jelen.
- Janus Pannonius 1518-as kiadású latin verseskötetének bőrkötéses hasonmás kiadása. Budapest, Magyar PEN Club.
- Zagajewski, Adam: A veled hallgatott zene. Vál., szerk., ford. Zsille Gábor. Budapest, 2016, Magyar PEN Club – Pluralica.

## Hazai és nemzetközi sajtóvisszhang
- [Szerző nélkül]: Sajtóközlemény Szőcs Géza kulturális államtitkár nagydíj-javaslatáról. Litera, 2012. jan. 11.
- [Szerző nélkül]: Döntött a Magyar PEN Club a Janus Pannonius-díjról. Litera, 2012. febr. 12.
- Kellogg, Carolyn: Lawrence Ferlinghetti declines Hungarian Award over Human Rights. Los Angeles Times, 2012. okt. 11.
- Martin, Douglas: Simin Behbahani, Outspoken Persian Poet, Dies at 87. The New York Times, 2014. aug. 21.
- [Szerző nélkül]: Adonis és Yves Bonnefoy kapja a Janus Pannonius Költészeti Díjat. Vajdaság Ma, 2014. aug. 25.
- [Szerző nélkül]: Adonis és Yves Bonnefoy kapta a Janus Pannonius Költészeti Díjat. Irodalmi Jelen, 2014. aug. 31.
- [Szerző nélkül]: Janus Pannonius Grand Prize for Poetry to Charles Bernstein and Giuseppe Conte. Sibila, 2015. aug. 22.
- [Szerző nélkül]: Prize for Charles Bernstein and Giuseppe Conte. Lyrikzeitung and Poetry News, 2015. aug. 22.
- [Szerző nélkül]: Janus Pannonius Költészeti Nagydíj Charles Bernsteinnek és Giuseppe Conténak. Irodalmi Jelen, 2015. aug. 30.
- Archiválva 2017. április 21-i dátummal a Wayback Machine-ben
- Rossani, Ottavio: Charles Bernstein e Giuseppe Conte hanno vinto il Premio internazionale Janus Pannonius. Corriere della Sera, 2015. aug. 31.
- [Szerző nélkül]: Janus Pannonius Prize for Poetry: Charles Bernstein. Almanac, 2015. szept. 1.
- Mandics György: Beomlott mondatromok – tengerárban. Irodalmi Jelen, 2015. szept. 2.

## Szakirodalom Janus Pannonius-ról és a díjazott szerzőkről
- Birnbaum, Marianna D.: Review of Janus Pannonius versei by Tibor Kardos and Élő Humanizmus by Tibor Kardos. Slavic Review, 1973/szept. 672–674. p.
- Archiválva 2018. június 12-i dátummal a Wayback Machine-ben Bollobás Enikő: Imploded Sentences. On Charles Bernstein’s Poetic Attentions. Arcade, 2015. nov. 15.
- Bollobás Enikő: Writing on the Margins of Sound and Sight. Augusto de Campos and Transnational Poetic Traditions. Americana e-Journal of American Studies in Hungary, (XIV/1) 2018/máj.
- Cristian Réka Mónika: A Költészeti Nobel-díjas provokatőr versei magyarul. Irodalmi Jelen, 2015. nov. 5.

## Külső hivatkozások
- A Janus Pannonius Költészeti Nagydíj honlapja
- A Nemzetközi PEN Club honlapja
- Charles Bernstein szerzői oldalán olvasható tudósítás (Janus Pannonius Grand Prize for Poetry to Charles Bernstein and Giuseppe Conte)
- Charles Bernstein szerzői oldalán a díjkiosztó pillanatai (fényképek)
- Dorin Tudoran szerzői oldalán olvasható tudósítás (Pannonius 2015 – “All the Whiskey in Heaven” & “Tutto il meraviglioso in terra”)